# Can We Love?
Uriga saranghal su isseulkka (hangeul : 우리가 사랑할 수 있을까 ; titre international : Can We Love?)  est une série télévisée sud-coréenne diffusée en 2014 sur JTBC avec Eugene, Uhm Tae-woong, Kim Yoo-mi, Choi Jung-yoon et Kim Sung-soo.
La série est basée sur le roman Mother Needs a Man de Han Kyung-hye, publié par Random House Korea en 2007.

## Synopsis
Can We Love? raconte l'histoire de trois amis très proches, Yoon Jung-wan, Kim Sun-mi et Kwon Ji-hyun, qui sont tous âgés de 39 ans. Ils ont chacun leurs propres problèmes.

## Distribution

### Acteurs principaux
- Eugene : Yoon Jung-wan
- Uhm Tae-woong : Oh Kyung-soo
- Kim Yoo-mi : Kim Sun-mi
- Choi Jung-yoon : Kwon Ji-hyun
- Kim Sung-soo : Ahn Do-young
- Park Min-woo : Choi Yoon-seok

### Acteurs secondaires
- Kim Hye-ok : Jung Soon-ok
- Shim Hyung-tak : Han Joon-mo
- Jeon Joon-hyuk : Han Tae-guk
- Jung Soo-young : Moon Eun-joo
- Han Ji-woo : Jang Ha-na
- Nam Sung-jin : Lee Gyu-shik
- Im Ye-jin : mère de Gyu-shik
- Jin Ji-hee : Lee Se-ra
- Jung Yoo-geun : Lee Se-jin
- Kil Yong-woo : père de Ji-hyun
- Park Hyo-jun : Kwon Tae-hyun
- Kim Soo-jin : Kwon Yoo-kyung
- Jang Joon-yoo : Ahn Kyung-joo
- Seo Dong-won : Park Seung-ryong
- Kim Sa-kwon : PD Jo
- Park Young-jin
- Yoon Hae-yoon
- Lee Yoon-mi : couturier
- Jung Dong-hwa : acteur (caméo, épisodes 1-2)
- Kim Byung-choon : délégué Choi (caméo, épisode 2)
- Kim Chung : mère de Kyung-joo (caméo, épisode 4)
- Jung Kyu-soo : délégué Koo (caméo, épisode 4)
- Lee Jae-won : avocat (caméo, épisode 5)
- Kim Sung-min : Kim Young-ho, date prévue de Sun-mi (caméo, épisode 10)
- Kim Hyun-joo : artiste de haut (caméo, épisodes 13-14)
- Gong Hyun-joo : Shin Yoon-ha (caméo, épisode 17)

## Diffusion
- JTBC (2014)
- STAR Chinese Channel / STAR Entertainment Channel (2014)

### Sources
- (en) Cet article est partiellement ou en totalité issu de l’article de Wikipédia en anglais intitulé « Can We Love? » (voir la liste des auteurs).